# Asteronotus
Asteronotus Ehrenberg, 1831 è un genere di molluschi nudibranchi della famiglia Discodorididae.

## Tassonomia
Il genere comprende le seguenti specie:
- Asteronotus cespitosus (van Hasselt, 1824)
- Asteronotus hepaticus (Abraham, 1877)
- Asteronotus mabilla (Abraham, 1877)
- Asteronotus mimeticus Gosliner & Valdes, 2002
- Asteronotus spongicolus Gosliner & Valdes, 2002